# زندگی زیباست (فیلم ۲۰۱۴)
«زندگی زیباست» (انگلیسی: Life Is Beautiful (2014 film)) یک فیلم است که در سال ۲۰۱۴ منتشر شد.